# Tương phản pha vi sai

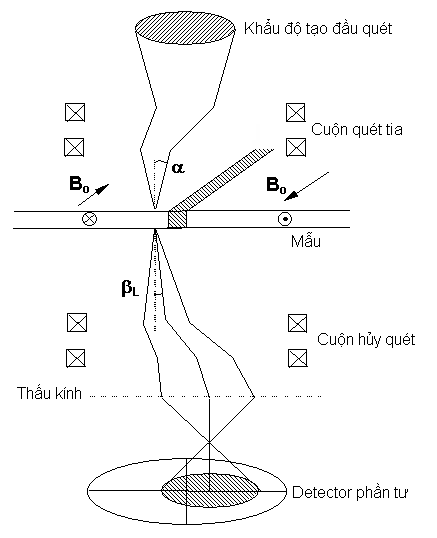
Sơ đồ khối nguyên lý của kỹ thuật DPC

DPC là chữ viết tắt của Differential Phase Contrast, dịch sang tiếng Việt có nghĩa là Tương phản pha vi sai) là kỹ thuật chụp ảnh từ trong kính hiển vi điện tử truyền qua Lorentz, được thực hiện trên các kính hiển vi điện tử truyền qua quét (STEM), tạo ra hình ảnh tương phản về cảm ứng từ trong vật rắn bằng cách sử dụng một chùm điện tử quét trên mẫu. Thực chất, thuật ngữ DPC không chỉ mang ý nghĩa trong lĩnh vực chụp ảnh từ, mà là một khái niệm rộng trong ngành chụp ảnh hiển vi hoạt động dựa trên việc ghi lại độ tương phản về pha của sóng.

## Nguyên lý của DPC
DPC hoạt động giống như một STEM, người ta hội tụ chùm điện tử thành một chùm hội tụ rất hẹp và điều khiển để quét qua mẫu. Thông thường, góc lệch của chùm điện tử truyền qua mẫu là rất nhỏ, do đó khi sử dụng chùm điện tử hội tụ quét trên mẫu, chùm điện tử truyền qua sẽ bị lệch góc lớn hơn, do đó nâng cao khả năng khảo sát tương phản về từ tính. Bên dưới mẫu, người ta sử dụng cuộn dây hủy quét và dùng một detector có 4 góc (gọi là quadrant detector) để ghi lại chùm điện tử bên dưới.
Khi đó, tín hiệu thu được sẽ là 4 tín hiệu từ 4 detector con, và tương phản về cảm ứng từ thu được nhờ việc lấy hiệu (vi sai) giữa các detector đối diện. Một DPC thường có 2 lớp detector 4 góc. Lớp trong (E,F,G,H) là các detector ghi ảnh khi thực hiện chế độ hoạt động với độ phóng dại nhỏ, sử dụng chùm tia có kích thước lớn. Lớp ngoài (A,B,C,D) là 4 detector ghi ảnh ở độ phóng đại lớn, sử dụng chùm tia được hội tụ rất hẹp.
Ảnh tương phản từ là 2 ảnh vi sai từ các cặp detector đối diện (E-G, F-H ở độ phóng đại nhỏ, hay A-C, B-D ở độ phóng đại lớn) sẽ tương ứng với tương phản về cảm ứng từ theo 2 trục tọa độ vuông góc (Bx, By).

Detector của DPC và cặp ảnh vi sai cho độ tương phản về cảm ứng từ của mẫu vật NiFe ghi lại trên kính hiển vi Phillips CM20

Khái niệm về hiển vi tương phản pha vi sai lần đầu tiên được nêu vào năm 1974 bởi N. H. Dekker và H. de Lang  và sau đó được nhóm nghiên cứu của John Chapman (Đại học Glasgow, Vương quốc Anh) phát triển thành kỹ thuật DPC trong kính hiển vi Lorentz vào năm 1983 ,, và đến nay DPC đã trở thành một trong những kỹ thuật chụp ảnh từ mạnh nhất có khả năng cho ảnh với độ phân giải rất cao và chất lượng cao đồng thời dễ dàng phân tích thông tin. Ảnh DPC cho trực tiếp tương phản về cảm ứng từ trong các đômen từ (các tương phản trắng-đen tương ứng với chiều của cảm ứng từ) đồng thời rất mạnh trong việc khảo sát tính chất vách đômen. DPC là chế độ ghi ảnh in-focus.

## Đặc điểm của ảnh DPC
DPC cho 2 ảnh vi sai (từ tín hiệu vi sai ở 2 cặp detector đối diện) tương ứng với sự tương phản về cảm ứng từ theo hai trục tọa độ vuông góc (hai thành phân cảm ứng từ Bx, By). Các màu sắc trên ảnh tương ứng với độ lớn của cảm ứng từ (màu trắng cho giá trị dương cực đại và màu đen cho giá trị âm cực tiểu, màu xám nhạt cho giá trị 0). Vách đômen được xác định từ biên giới ngăn cách giữa hai vùng có sự tương phản về cảm ứng từ. Như vậy, ảnh DPC cho hình ảnh về các đômen từ (trái với [[ảnh Fresnel cho hình ảnh về các vách đômen) và do đó rất dễ dàng vẽ ra sự phân bố của cảm ứng từ trong mẫu màng.
Ảnh DPC là ảnh ở vị trí lấy nét (in focus), do đó hoàn toàn không bị nhiễu bởi các vân giao thoa Fresnel. Đối với các mẫu màng mỏng sắt từ đa tinh thể, ảnh DPC cũng có thể cho hình ảnh các gợn sóng giống như ảnh Fresnel và tính chất của phổ gợn sóng cũng hoàn toàn tương tự như trong ảnh Fresnel.
DPC có hai chế độ hoạt động. Chế độ phóng đại thấp, hoạt động khi nửa bên trên của thấu kính Lorentz được tắt và chùm tia hội tụ ở góc hội tụ lớn, kích thước chùm tia lớn (thường xung quanh 20-45 nm) và sử dụng hệ detector nhỏ bên trong ghi ảnh, do đó cho độ phân giải từ 20-45 nm, nhưng lại cho độ tương phản rất tốt, chất lượng ảnh cao. Ở chế độ phóng đại lớn, nửa thấu kính Lorentz bên trên được hoạt động và chùm tia được hội tụ thành điểm rất nhỏ (cỡ 1 nm) nên ảnh thu được có độ phân giải rất cao (từ 1-5 nm) nhưng ngược lại, độ tương phản lại kém so với chế độ phóng đại thấp. Chế độ này thường dùng để đo vách đômen hoặc các tính chất của linh kiện rất nhỏ.

## Ưu điểm và hạn chế của DPC

### Ưu điểm của DPC
- DPC rất dễ dàng cho ảnh cấu trúc từ với chất lượng cao và độ phân giải rất cao.
- DPC có thể đơn giản thông dịch để vẽ ra bản đồ phân bố cảm ứng từ trong mẫu và tính toán định lượng về cảm ứng từ, đo kích thước vách đômen với độ chính xác cao một cách dễ dàng.
- So với các kỹ thuật sử dụng ở chế độ quét khác, DPC là kỹ thuật ghi ảnh nhanh nhất.

### Hạn chế của DPC
- DPC hoạt động ở chế độ quét nên nó ghi ảnh chậm hơn so với chế độ ảnh Fresnel hay các kỹ thuật quang khác.
- DPC đòi hỏi quá trình cài đặt sắp xếp phức tạp và hệ detector rất đắt tiền.
- DPC đòi hỏi mẫu mỏng, sạch nên hạn chế quá trình chế tạo.